# Maria Szymanowska
Maria Agata Szymanowska, född 1789, död 1831, var en polsk kompositör och pianist. Hon räknas bland de första professionella virtuospianisterna. Hon turnerade mellan 1815 och 1826 som pianist i hela Europa och slog sig 1828 ned i Sankt Petersburg i Ryssland, där hon blev hovpianist och ofta framträdde vid tsarhovet.